# Буйковичи (Житковичский район)
Буйковичи (бел. Буйкавічы) — деревня в Рудненском сельсовете Житковичского района Гомельской области Беларуси.
На юге и западе лес.

## География

### Расположение
В 16 км на юго-восток от районного центра и железнодорожной станции Житковичи (на линии Лунинец — Калинковичи), 229 км от Гомеля.

## Гидрография
На юге и западе мелиоративный канал, на севере водохранилище рыбхоза.

## Транспортная сеть
Транспортные связи по просёлочной, затем автомобильной дороге Житковичи — Петриков. Планировка состоит из короткой, чуть изогнутой меридиональной улицы, застроенной деревянными крестьянскими усадьбами.

## История
Согласно письменным источникам известна с конца XVIII века как селение в Мозырском уезде Минской губернии. В октябре 1922 года в бывшем поместье помещицы Левандовской создана коммуна «Ленинский путь». В 1931 году жители вступили в колхоз «Ленинская Беларусь». Во время Великой Отечественной войны 5 жителей погибли на фронтах. Согласно переписи 1959 года в составе совхоза «Алексеевка» (центр — деревня Кольно).

## Население

### Численность
- 2004 год — 21 хозяйство, 35 жителей.

### Динамика
- 1856 год — 10 дворов.
- 1897 год — 33 жителя (согласно переписи).
- 1917 год — 138 жителей.
- 1959 год — 178 жителей (согласно переписи).
- 2004 год — 21 хозяйство, 35 жителей.